# St. Anger Live Rarities
St. Anger Live Rarities è il nono EP del gruppo musicale statunitense Metallica, pubblicato il 13 giugno 2022 dalla Blackened Recordings.

## Descrizione
Sesta uscita legata al Vinyl Club, il disco contiene quattro brani tratti dall'ottavo album St. Anger raramente proposti dal vivo durante il Madly in Anger with the World Tour. In particolare contiene la prima ed unica esecuzione live di Sweet Amber in pubblico (avvenuta nell'estate 2004), la seconda in assoluto di The Unnamed Feeling e la terza ed ultima esecuzione di Some Kind of Monster.
La copertina è stata curata da Pushead, noto per aver collaborato con i Metallica alla realizzazione di quella per l'album originale.

## Tracce
Testi e musiche di James Hetfield, Lars Ulrich, Kirk Hammett e Bob Rock.
Lato A
1. Sweet Amber (Live at United Spirit Arena, Lubbock, TX - September 4th, 2004) – 6:15
2. The Unnamed Feeling (Live at Osaka-Jou Hall, Osaka, Japan - November 13th, 2003) – 7:47

Lato B
1. Dirty Window (Live at Sydney Entertainment Center, Sydney, Australia - January 21st, 2004) – 6:28
2. Some Kind of Monster (Live at Allstate Arena, Chicago, IL - August 27th, 2004) – 4:55

## Formazione
Hanno partecipato alle registrazioni, secondo le note di copertina:
Gruppo
- James Hetfield – chitarra, voce
- Lars Ulrich – batteria
- Kirk Hammett – chitarra
- Robert Trujillo – basso

Produzione
- Greg Fidelman – produzione esecutiva, missaggio
- Mike Gillies – registrazione
- Billy Joe Bowers – mastering
- Alex Tenta – design, layout
- Pushead – illustrazione packaging
- Michael Agel – fotografie concerti